# Gerard (cratère)
Gerard est un vestige de cratère situé sur la face visible de la Lune. Il se situe à proximité des cratères Bunsen, Von Braun et Harding. Il mesure 90 km de diamètre et son nom rend hommage à Alexander Gerard, explorateur anglais. (1792-1839)